# 盛一大
盛一大（MORI Kazuhiro，1982年9月17日—），日本男子自行车運動員。千葉縣我孫子市出生，畢業於湖北中学校、取手第一高校及日本大学，現隸屬日本愛三職業單車隊。

## 簡歷
2010年11月，盛一大代表日本參加亞運會自行車比賽的男子记分赛和男子团体追逐赛。